# Microtatorchis finisterrae
Microtatorchis finisterrae är en orkidéart som beskrevs av Rudolf Schlechter. Microtatorchis finisterrae ingår i släktet Microtatorchis och familjen orkidéer. Inga underarter finns listade i Catalogue of Life.